# علم يوتا

علم ولاية يوتاه الأمريكية

أعتمد علم ولاية يوتاه لأول مرة في سنة 1913 بينما أعتمد العلم الحالي للولاية في يوم 9 اذار - مارس من سنة 2011 م.

## معنى العلم
- العقاب الاصلع وهو يعد من الطيور الوطنية في الولايات المتحدة الأمريكية ويرمز إلى حماية السلم والحرب.
- الأسهم الموجودة أسفل مخالب العقاب ترمز إلى الشجاعة في الحرب.
- sego lily (لايوجد مرادف لها في اللغة العربية) وهي زهرة ولاية يوتا وهي ترمز إلى السلام.
- كلمة (Industry) أي الصناعة ترمز إلى أن شعار الولاية هو الصناعة.
- القفير يرمز إلى التقدم والعمل الشاق.
- تاريخ عام 1847 يرمز إلى تاريخ قدوم أول المستوطنين إلى الولاية.
- اعلام الولايات المتحدة ترمز إلى تقديم ولاية يوتا الدعم والالتزام تجاه الولايات المتحدة الأمريكية.
- تاريخ عام 1896 يرمز إلى تاريخ انضمام الولاية إلى الاتحاد الأمريكي لتكون بذلك الولاية رقم 45 من حيث تاريخ الانضمام للاتحاد.